# Приймак Оксана Георгіївна
Оксана Приймак Георгіївна (нар. 12 вересня 1942, Летава, Чемеровецький район (Хмельницька область) — український діяч освіти та журналіст, педагог вищої школи, громадська діячка. Кандидат філософських наук.

## Біографія
Народилася 12 вересня 1942 р. у с. Летава, Чемеровецький район, Хмельницька область.
1959 року закінчила Летавську середню школу з золотою медаллю, вступила до Української сільськогосподарської академії (УСГА), ставши наймолодшою студенткою ВУЗу. У 1964 році отримала диплом з відзнакою.
У 1964—1966 рр. працювала зоотехніком-селекціонером у Науково-дослідному інституті землеробства і тваринництва Західних районів України в м. Оброшине.
У 1969 закінчила аспірантуру при Українській сільськогосподарської академії (УСГА), по закінченні якої відпрацювала за направленням викладачем у закладах вищої освіти м. Дніпропетровська.
Працювала в системі освіти все життя.
Доцент кафедри філософії Української сільськогосподарської академії Національний університет біоресурсів і природокористування України в Києві.
Кандидат філософських наук (1970).
Учасник-доповідач республіканських та міжнародних науково-практичних конференцій.
Приймак Оксана Георгіївна — делегат від України 15-го Всесвітнього філософського конгресу в м. Варна-Болгарія (1973).
З чоловіком (Шкарупа Петро Кононович: 22.06.1933—27.10.2021 — кандидат економічних наук) виховали доньку Анну і трьох онуків.
Викладач у Київському кооперативному інституту бізнесу і права.

## Громадська діяльність
- Член ради Міжнародного доброчинного фонду «Українська хата» — представник фонду у м. Києві (1998).
- Депутат Московської районної ради м. Києва (1975/1979)
- Член правління Українського молодіжного Чорнобильського фонду.
- Член громадської організації ветеранів Голосіївського району м. Києва
- Член журі і відповідальний секретар Всеукраїнського фестивалю мистецтв: «Майбутнє України — діти» (2000).

## Творчий доробок
Оксана Приймак другою професією вважає журналістику,якою захоплюється з юності.
Багаторічна дописувачка газети «За сільськогосподарські кадри» Української сільськогосподарської академії (Національний університет біоресурсів і природокористування України).
З 1997 року — позаштатній автор газети «Хата», з 1994 — член редколегії та власний кореспондент газети «Злагода».
Неодноразово брала участь у передачах програм першого і другого каналу Українського радіо, на радіо «Голос Києва», інтерв'ю радіо і телебаченню.

### Статті
Автор сотні статей в газетах і журналах України.
- Гуманістична спрямованість науки та сучасна освіта.  В книзі «Интеграция науки и образования — ключевой фактор общества, построенного на знаниях». Материалы Международного симпозиума. Київ 25-27 жовтня 2007 р. «ФЕНИКС», 2008, с. 432—433 UNESCO
- К вопросу об адаптации человека в условиях современной научно технической революции. Сборник  "Философские вопросы современного естествознания. Київ, КГУ,    № 35, 1974 р.
- Сучасні тенденції розвитку аграрної освіти в Україні. Розділ колективної монографії  «Соціальний розвиток сільських регіонів». Умань, 2009, ВПЦ «Візаві». с. 218—222
- Гуманістична спрямованість аграрної науки і сучасна парадигма освіти. Книга "Матеріали науково-практичної конференції «Гуманістичний вимір аграрної освіти» (Присвячується 50-річниці кафедри філософії НАУ), Київ, «Міленіум», 2007, с. 212-221
- Гуманитарные науки в современном образовательном пространстве Украины в книзі  Материалы IX международной научно-методической конференции «Перспективы развития высшей школы», УО ГГАУ, Гродно, 2016, с. 61-65.
- У видавництві Гродненського УО ГГАУ опібліковано 9  доповідей з роздумами про перспективи розвитку вищої школи  3 2009 по 2017 рр.
- Из опыта преподавания філософи ииностранным учащимся в книзі «Перестройка преподавания общественных наук: опыт и проблемы». Сборник информационных материалов ИПК преподавателей общественных наук при КГУ имени Т. Г. Шевченко, Київ, УМК Во, 1980, с. 99-102
- Про деякі аспекти вищої освіти України. Науковий вісник НУБіП. Київ. 2009, с. 240—246
- Гуманістична орієнтація науки та деякі аспекти вищої освіти України. Науковий часопис Національного університету ім.  М. Драгоманова, випуск 21, 2010, с. 165-170
- Деякі філософські аспекти національного виховання студентської молоді. Матеріали ІІ Міжнародного конгресу  «Українська освіта у світовому часопросторі», Київ, «Рада», с. 87-90
- Место биологии в человеческом познании.  Республиканский межведомственный научный сборник, выпуск 70 «Философские проблемы химии, биологии, экологии», Київ, «Вища школа», 1989, с. 111—118
- Філософський аспект проблеми взаємозв'язку  структур і функцій в організмі. Міжвідомчий науковий збірник «Філософські проблеми сучасного природознавства», Київ, видавництво Київського університету, 1971, с. 35-41
- До питання про роль гуманітарних наук у формуванні духовності і культури студентів. Науковий вісник ЛНУ ім. С. Гжицького, Львів, с. 340-343
- Принцип структурности в современном биологическом исследовании в книге «Методологические вопросы современной биологии»,  Київ, «Наукова думка», 1971
- Рецензія на книгу Н. Н. Киселева «Обьект экологии и его эволюция. Философско-методологический аспект» в журналі «Вопросы философии» ,1980, № 6
- Проблема людини і проблема навколишнього середовища. Журнал «Філософська думка», 1982, № 4
- Онтологія духовності. Рецензія на книгу А. Чернія «Антропологічна цілісність у релігієзнавчому вимірі». Журнал «Українська культура». 1996, № 11
- К вопросу о современной философии образования. Збірник матеріалів X Міжнародної науково практичної конференції «Гуманізм і освіта», Вінниця, 2010,ВНТУ, с. 140-143
- Філософія. Навчально-методичний посібник для студентів НАУ стаціонарної форми навчання з усіх спеціальностей, Київ, Видавничий центр НАУ, с. 45
- Філософія. Методичні рекомендації для студентів заочної форми навчання з усіх спеціальностей, Київ, Видавничий центр НАУ
- Свято «Української хати» Міжнародна газета без кордонів «Україна». 2009 р. с. 6-7
- Все починається з добра. В книзі «Академіки Академії наук вищої освіти» Поліщук Віктор Петрович, Київ, 2011, с. 48-50
- Моя рідненька. Пам'яті  матері. Газета «Злагода», 25.01.1996 р, с.3
- Шлях до безсмертя. Тетяна Яблонська. Газета «Культура і життя», 30.05.2007, с. 6
- Предела совершенству нет. Газета «Международная академия науки, экологии и безопасности». № 1 (19), 2001, Санкт-Петербург
- Миллионы долларов за НОУ-ХАУ, или SOS-медицина професора Бердышева. Газета «Зеркало недели», 14-20 червня 1997
- Творчий портрет художника. Володимир Євтушевський. Газета «Хата», № 1 (20), січень 1997 р.
- Серце відстукує секунди. Газета «Ваше здоров'я» 12.11.1993 р.
- Миколі Рудакову — 45. Газета «Соломія», Тернопіль, № 4 (41),2014 р.
- Маестро з синіх гір. Газета «Профспілкові вісті» , № 21(380). 8.06.2007 р.
- Куба. Посол Острова Сонця.  Газета «Злагода» 7-13.08.1995 р.
- Ій спокій тільки сниться. Газета «Соломія». Тернопіль, № 3(53),  2012 р.
- Дамоклів меч Чорнобиля. Газета «Злагода». 23.11.1995 р.
- Научить человека быть здоровым легче, чем его лечить. Рецензія на комплект книг по курсу «Валеологія для початкової школи». Газета «Правда Украины», № 126, 1997 р.
- Серія публікацій про реалізацію українсько-кубинської програми «Куба- дітям Чорнобиля» в газетах «Профспілкові вісті», «Хата», «Злагода»

### Основні друковані праці
- Моя рідненька. / Про заслужену вчительку УРСР  Приймак З.С. // Злагода: газета. 25 січня 1996 року, с.3
- Творчий портрет художника. / Про Євтушевський Володимир Якович. // Хата (газета). № 1(20), січень 1997 року, с.7
- Маестро з синіх гір. / Про митця з Австралії Володимира Савчака. // Злагода:газета. № 10(262), 1997, травень, с.3.
- Серце відстукує секунди. / Про лікаря Михайла Зіньковського // Ваше здоров'я: газета, 1995, 12 листопада, с.3.
- На баштані всесвіту Володимира Євтушевського. // Зерна (альманах): літературно-мистецький альманах українців Європи. Париж-Львів-Цвікау. 1998, число 4-5. с. 215-217
- Шлях до безсмертя. / Про Яблонська Тетяна Нилівна. // Культура і життя, № 22, 2007, 30 травня, с.6.
- Свято мистецтв юних талантів. / Про Всеукраїнський фестиваль мистецтв «Майбутнє України-діти!» // Народна армія, 2004, 23 серпня, с.6.
- Приймак О. Г., Брикульський М. Н. Миколі Рудакову — 50!. // 'Робітнича газета'. -2004, 22 жовтня. С.2
- Автографи майстрів. // Профспілкові вісті. 17 листопада 2006 року, с.4
- В «Українській хаті» плекають таланти. // Профспілкові вісті. № 33(443), 15 серпня 2008 року, с.12
- Миколі Рудакову — 45! // Соломія, Тернопіль: газета, 2014, № 4(41), с.2.
- Майбутнє України — її діти!. // За сільськогосподарські кадри: газета№ 5(1807), 22 серпня 2001 року, с.4
- Уклін низенький Вам, маестро Андрійчук! А659. Андрійчук Петро Олександрович: біобібліографічний покажчик: до 60-річчя від дня народження. // Міністерство культури України, Київ, нац. ун-т культури і мистецтв, наук. б-ка: уклад.: В. В. Степко, О. О. Скаченко. — Київ: Вид. центр КНУКіМ, 2018. — 200 с.: іл. (Серія «Видатні постаті КНУКіМ»: вип.4). — С.42-43.

## Нагороди та відзнаки
- Медаль «У пам'ять 1500-річчя Києва» (1982)
- Медаль «Ветеран праці» (1988)[1]
- Почесна грамота Міністерства культури і мистецтв України (2004)
- Лауреат Міжнародної премії за доброчинність МДФ "Українська хата" (2013)
- Лауреат премії Всеукраїнської газети «Злагода» 1996 року

За багаторічну доброчинну діяльність у справі естетичного і патріотичного виховання дітей та молоді, активну участь у оздоровлені чорнобильських дітей на Кубі нагороджена Подякою та Почесними грамотами Київського міського голови.